# 콤로구

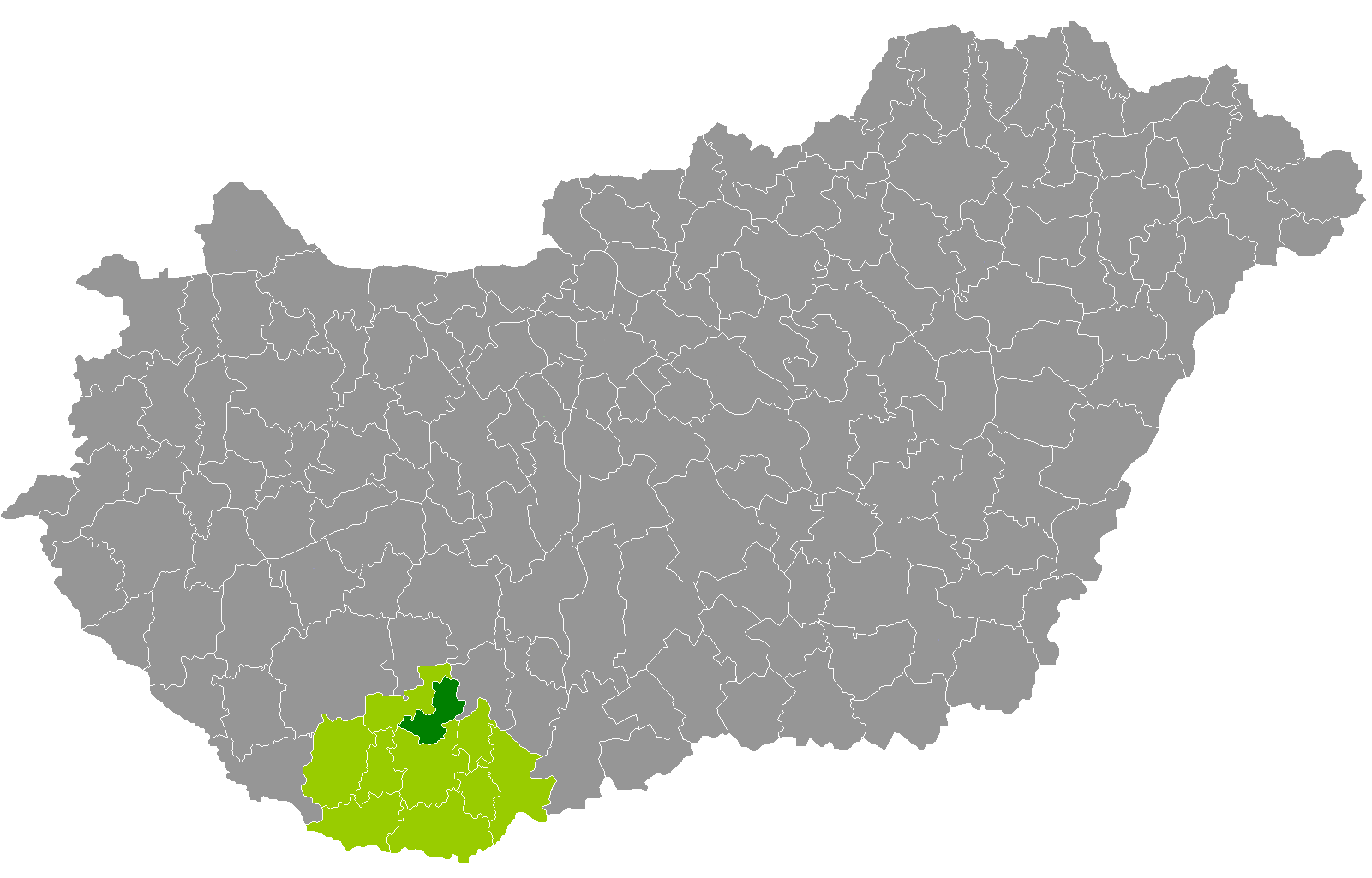
버러녀주 지도에 표시된 콤로구의 위치

콤로구(헝가리어: Komlói járás)는 헝가리 버러녀주에 위치한 구로 구청 소재지는 콤로이며 면적은 292.48km2, 인구는 35,489명(2011년 기준), 인구 밀도는 121명/km2이다.
동쪽으로는 톨너주 보니하드구, 남쪽으로는 페치구, 서쪽과 북쪽으로는 헤지하트구와 접한다. 20개 지방 자치체(1개 시, 19개 마을)를 관할한다.

구 문장